# Поплен, Мари
Мари Поплен (Marie Popelin, 16 сентября 1846 — 5 июня 1913) — бельгийская адвокат и феминистка. Работала над развитием женского образования, а в 1888 стала первой женщиной в Бельгии, получившей докторскую степень в области права. Она не смогла добиться разрешения на адвокатскую практику и тогда основала и возглавила Бельгийское объединение за права женщин.

## Жизнь
Мари Поплен родилась в Схарбеке, недалеко от Брюсселя в семье среднего класса. Один из её братьев был доктор, другой — офицер армии. По стандартам своего времени Мари была хорошо образована: вместе со своей сестрой, Луизой, она училась в Брюсселе, в учреждении, которым управляла известная феминистка того времени Изабелла де Гамонд. Однако разногласия с Гамонд привели к тому, что сёстры переехали в Монс, чтобы при помощи поддержки либеральной партии основать там новую школу для девушек.
В 1882 Мари вернулась в Брюссель, чтобы возглавить среднюю школу, однако была снята с этого поста на следующий же год.

## «Дело Поплен»
В возрасте 37 лет Мари поступила в бесплатный университет Брюсселя, чтобы изучать право. Она стала доктором права, первой женщиной-адвокатом Бельгии, в 1888 году. Она подала заявку на вступление в адвокатскую палату, что позволило бы ей заниматься адвокатской практикой в Бельгийском суде. Её прошение было отклонено, несмотря на то, что не было никакого закона или регламента, запрещавшего женщинам быть практикующими адвокатами. Её обращения в Апелляционный суд в 1889 и в Кассационный суд в 1888 годах не увенчались успехом, однако были широко освещены в бельгийской и зарубежной прессе. Так называемое «Дело Поплен» продемонстрировало сторонникам женского образования, что простого предоставления молодым женщинам доступа к высшему образованию без каких-либо сопутствующих изменений было недостаточно. «Дело» способствовало переходу от движения за женское образование к политическому женскому движению в Бельгии. Джоан Шовин, которая стала доктором права в 1890 году в Париже, поначалу была обескуражена «Делом Поплен», однако давний сторонник Поплен, Луи Франк, убедил Джоан подать заявку на получения разрешения на адвокатскую практику, которая была удовлетворена в 1900 году, когда во Франции был изменён закон. В Бельгии же женщины получили возможность заниматься адвокатской деятельностью только в 1922 году. Поплен за свою жизнь так и не удалось добиться разрешения на работу в качестве адвоката.

## Политический активизм
Поплен приняла участие в двух феминистских конференциях, проходивших в Париже в 1889 году, и в 1892 году основала Бельгийское объединение за права женщин (Ligue belge du droit des femmes).
Поплен была подругой американской феминистки Мэй Сеуолл, с которой познакомилась на конференции в Париже. Благодаря её помощи, в 1893 году Попен основала бельгийское отделение Интернационального совета женщин. Мари добилась частичных успехов в создании независимого феминистского движения, не связанного с католиками, либералами или социалистическими партиями. Однако Бельгийский национальный совет женщин (Conseil national des femmes belges), созданный в 1905 году, получил достаточно ограниченную поддержку от женских секций политических партий.
Несмотря на первоначальную недоброжелательность со стороны общественности, в течение жизни Поплен удалось выполнить многие свои планы. Так, законодательные реформы включали разрешение двух требований Мари: всеобщего избирательного права для взрослых и доступа к свободным профессиям для женщин.
Современные исследователи признают центральную роль Мари Поплен в создании бельгийского феминистского движения. В её честь в Бельгии были выпущены почтовые марки, а также монеты, на которых она изображена вместе с первой бельгийской женщиной-врачом.